# مارتن بانغيه مان
مارتن بانغيه مان (بالألمانية: Martin Bangemann) (مواليد 15 تشرين الثاني1934 في فانتسليبن) سياسي ألماني والزعيم السابق للحزب الديمقراطي الحر (1985-1988) كما شغل منصب وزير الاقتصاد. درس القانون في توبينغن وميونخ، حصل على دكتوراه في القانون في عام 1962، وتأهل كمحام عام 1964. أنجب خمسة أبناء من زوجته.

## روابط خارجية
- مارتن بانغيه مان على موقع مونزينجر (الألمانية)
- مارتن بانغيه مان على موقع ديسكوغز (الإنجليزية)